# Raymond Bossus
Raymond Bossus, né le 25 juillet 1903 à Paris et mort le 6 février 1981 à Perpignan, est un homme politique français. Membre du Parti communiste français, il a été sénateur de la Seine puis sénateur de Paris.

## Biographie
Ouvrier du bâtiment, Raymond Bossus adhère au syndicat CGTU du bâtiment et au Parti communiste français au milieu des années 1920.

### Conseiller municipal
Il est élu au conseil municipal de Vitry-sur-Seine en mai 1929 et devient adjoint au maire de cette commune. En décembre 1935, il est élu conseiller municipal dans le 20e arrondissement de Paris (quartier de Charonne). Il poursuit ses activités syndicales et est élu membre de la commission exécutive de la Fédération CGT du bâtiment en 1936 et en 1938. Il est déchu de son mandat au conseil municipal en 1939 du fait de son appartenance au Parti communiste.

### Activités dans la Résistance
Mobilisé en 1939, Raymond Bossus est blessé au combat, fait prisonnier et parvient à s'évader, après deux tentatives, en avril 1943. De retour en France, il exerce des activités politiques et syndicales clandestines. Il participe à la direction du Parti communiste pour la région parisienne au sein d'un collectif comprenant André Carrel (Front national), André Tollet (syndicats) et Albert Ouzoulias (action militaire). Sur le plan syndical, il est responsable dans la zone nord des unions départementales de la CGT. Il participe activement à la l'insurrection parisienne en août 1944 et devient président du Comité de libération du 20e arrondissement de Paris le 14 septembre 1944. Il est nommé maire de cet arrondissement par décret du 12 mars 1945.

### À l'Hôtel de ville et au Sénat
Toutefois, Raymond Bossus se présente aux élections municipales en avril 1945 et, renonçant à sa fonction de maire, retrouve son mandat de conseiller de Paris. Il préside pendant une quinzaine d’années le groupe communiste à l'Hôtel de ville.
Raymond Bossus est sénateur de la Seine de 1958 à 1959, puis sénateur de Paris en 1962 en remplacement de Roger Garaudy. Membre de la commission des affaires sociales, il demande une majoration des aides allouées aux associations d'anciens combattants, la revalorisation des pensions militaires, l'augmentation des pensions pour les cheminots retraités ou leurs veuves. Il se fait également l'écho du personnel infirmier réclamant une augmentation de leurs effectifs dans les hôpitaux. Il dépose une proposition de loi en 1968 pour une retraite à soixante ans à taux plein en faveur des femmes qui travaillent.

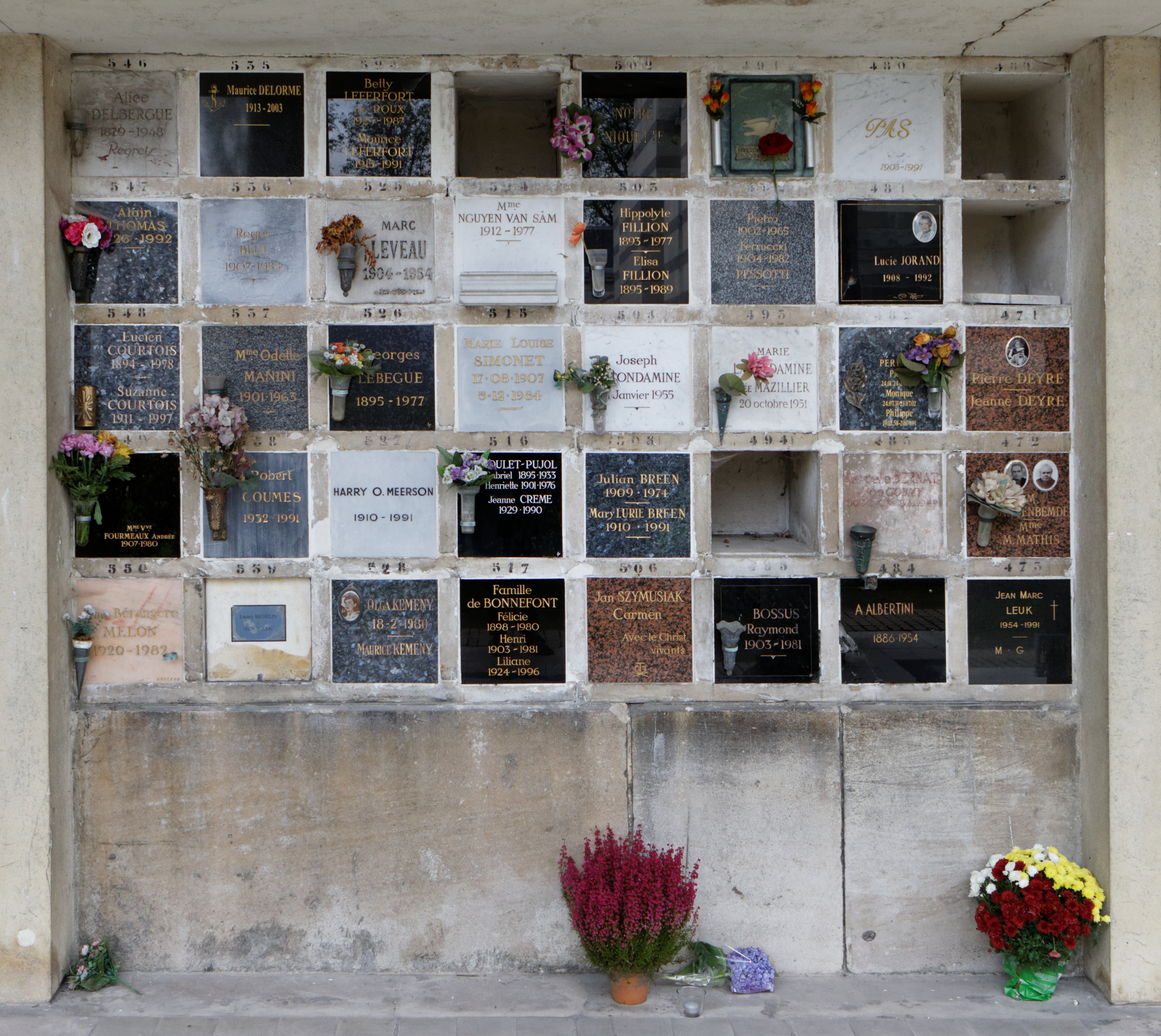
Tombe au cimetière du Père-Lachaise.

Il démissionne de son mandat de sénateur de Paris le 25 juin 1969 pour raisons de santé.
Il a été vice-président de l'Association des prisonniers de guerre de la Seine.
Il est inhumé au cimetière du Père-Lachaise (87e division, case n°495).

## Distinctions
- Chevalier de la Légion d'honneur (mai 1946)
- Croix de guerre 1939–1945
- Médaille des évadés

## Hommage

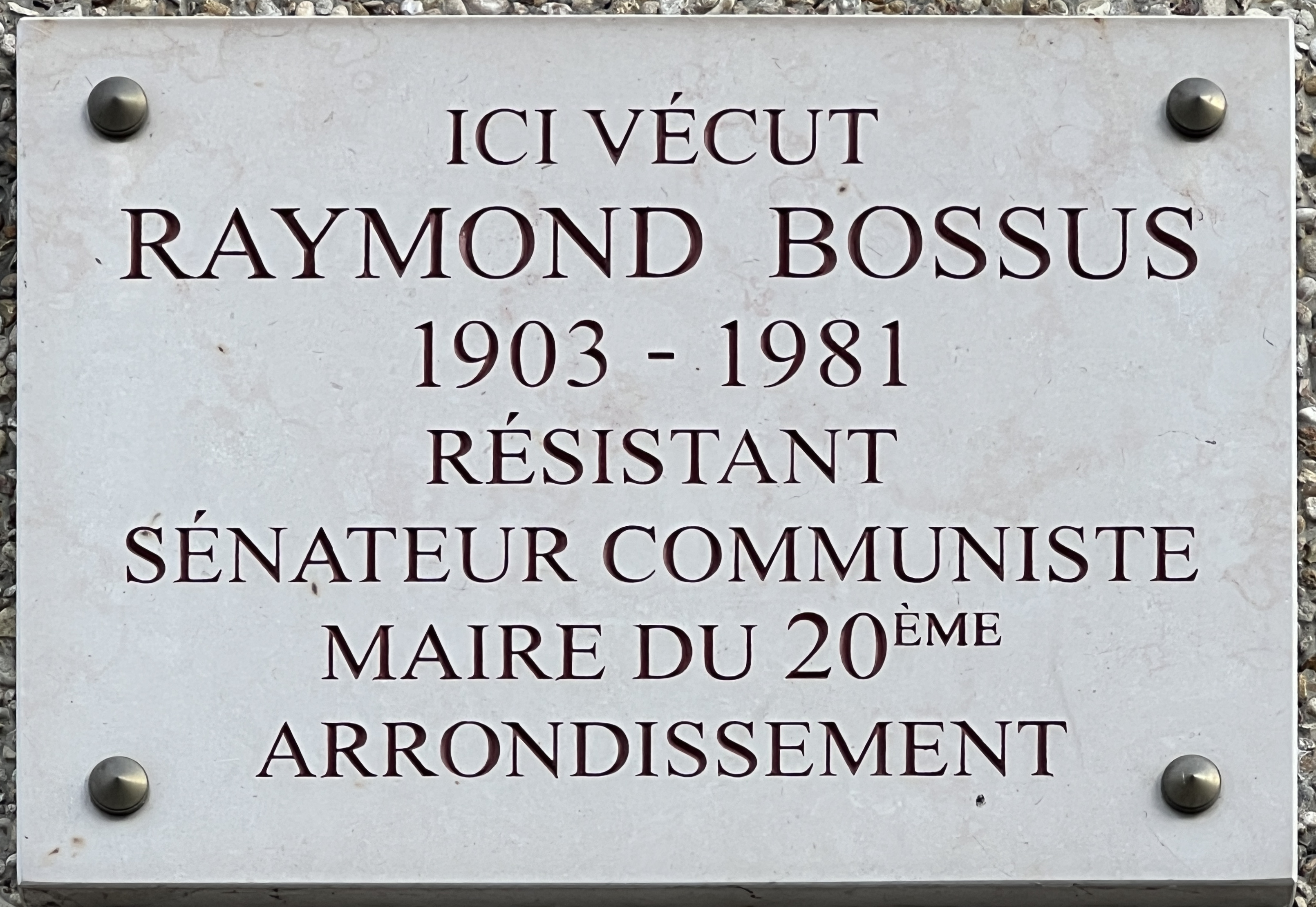
Plaque le long du boulevard Davout.

En 2013, une plaque commémorative à la mémoire de Raymond Bossus est apposée au 128 boulevard Davout, dans le 20e arrondissement de Paris.

## Détail des fonctions et des mandats
Mandat parlementaire
- 8 juin 1958 - 26 avril 1959 : sénateur de la Seine
- 1er novembre 1962 - 21 septembre 1968 : sénateur de la Seine - à la suite de la démission de Roger Garaudy.
- 22 septembre 1968 - 25 juin 1969 : sénateur de Paris

Mandats locaux
- 1929-1935 : conseiller municipal et adjoint au maire de Vitry-sur-Seine
- 1935-1940 : conseiller municipal de Paris (quartier de Charonne)
- 1945-1965 : conseiller municipal de Paris (19e et 20e arrondissements)